# Freÿr
Freÿr is het grootste en hoogste klimgebied van België, gelegen aan de Maas in de gemeente Hastière, vijf kilometer stroomopwaarts van Dinant. De naam Freÿr zou iets te maken kunnen hebben met de Freyrcultus.
De rotsenstructuur is geologisch een gestratificeerde kalksteenformatie uit het paleozoïcum. Dit klimmassief telt meer dan 600 routes in alle stijlen en moeilijkheidsgraden en is het grootste en belangrijkste klimmassief van België. De hoogste rots is 120 meter hoog. De populariteit van dit massief is zo groot dat de routes in de lagere niveaus zeer sterk afgeklommen zijn. Internationaal zijn de Rochers de Freÿr het meest bekend. Het beklimmen van deze rotsen is echter voorbehouden aan klimmers die in regel zijn met de door de beheerder van deze rotsen uitgevaardigde voorwaarden (UIAA-lidmaatschap).
De volgende rotsmassieven zijn stroomopwaarts te vinden: Carrière, La Dalle École, Les Fissures Georget, Mérinos, 5 Ânes, Tête de Lion, Le Pâpe, Pucelles, Autours, l'Al Lègne, Le Gruyere, Fromage, Louis Philippe en Jeunesse.
De GR-routes 125 en 126 lopen langs de Maas en de rotsen.
De rotsen in de Colébiravijn liggen in een geklasseerd natuurgebied, waar de toegang streng gereglementeerd en klimmen verboden is.
Het kasteel van Freÿr dat aan de overzijde van deze klimrotsen ligt, is een verkleind Versailles. Het is een oorspronkelijk renaissancekasteel, uitgebreid in de 18e eeuw, en was een residentie voor hertogen en koninklijke gasten. Het heeft tuinen met onder andere sinaasappelbomen. De driehonderd jaar oude oranjeries zijn de oudste van België.

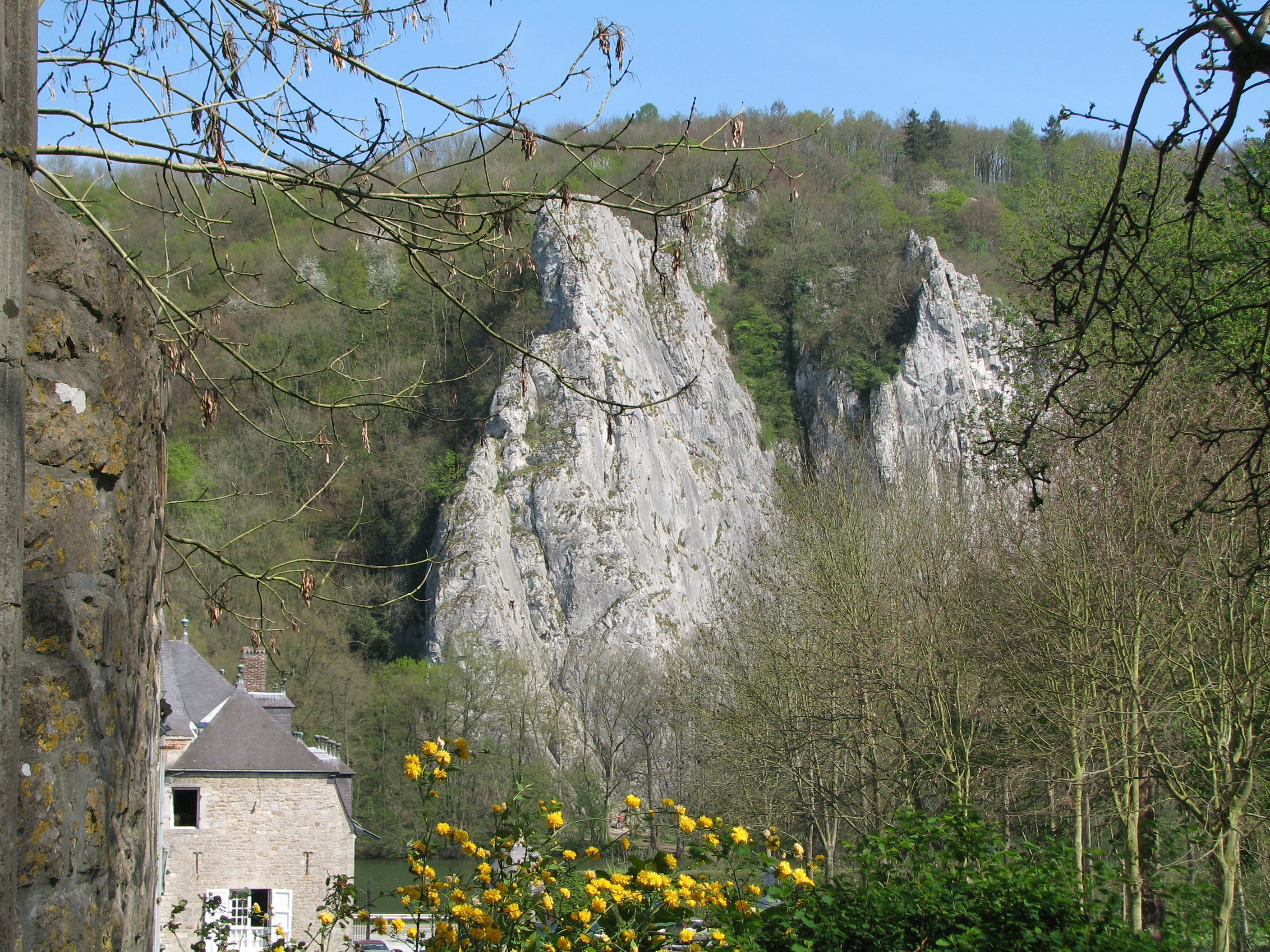
De 75 meter hoge Mérinosrots gezien vanaf het kasteel
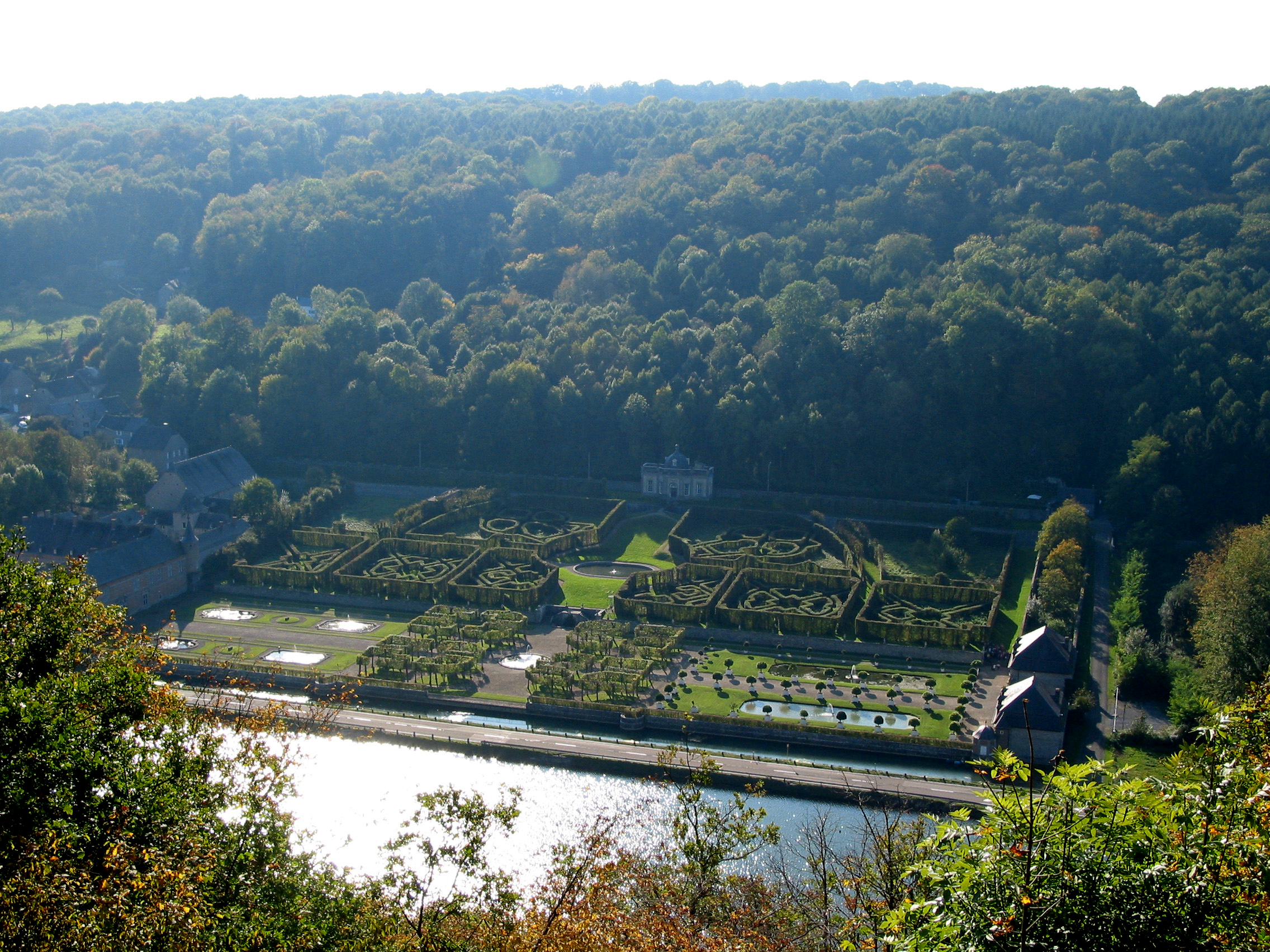
Kasteel en tuinen gezien vanaf de rotsen